# Merck & Co
Merck & Co., Inc. е американска мултинационална фармацевтична компания със седалище в Рауей, Ню Джърси. Извън Съединените щати и Канада компанията работи под името Merck Sharp & Dohme или MSD. Тя е една от най-големите фармацевтични компании в света, като обикновено се нарежда в първата петица по приходи.
Първоначално Merck & Co. е създадена като американски филиал на Merck KGaA през 1891 г. Merck разработва и произвежда лекарства, ваксини, средства за имунотерапия и продукти за здравето на животните. Тя има няколко хитови продукта, включително за имунотерапия на рака, антидиабетни лекарства и ваксини за HPV и варицела, всеки от които генерира значителни приходи от 2020 г. насам.
Компанията е класирана на 71-во място в класацията за 2022 г. на Fortune 500 и на 87-о място в класацията за 2022 г. на Forbes Global 2000, и двете въз основа на приходите за 2021 г. През 2023 г. мястото на компанията в класацията Forbes Global 2000 е 73.